# (6043) Aurochs
(6043) Aurochs es un asteroide perteneciente al cinturón de asteroides, región del sistema solar que se encuentra entre las órbitas de Marte y Júpiter, más concretamente a la familia de Vesta descubierto el 9 de septiembre de 1991 por Satoru Otomo desde Kiyosato, Japón.

## Designación y nombre
Designado provisionalmente como 1991 RK2. Fue nombrado Aurochs en homenaje a los Aurochs (Bos primigenius), de los cuales se cree que descendió el ganado moderno, Se trata del buey salvaje de Europa, a menudo representado en pinturas rupestres. Cazado hasta la extinción, el último miembro conocido fue registrado en Polonia en 1627. El nombre a veces se aplica erróneamente al bisonte europeo.

## Características orbitales
Aurochs está situado a una distancia media del Sol de 2,365 ua, pudiendo alejarse hasta 2,703 ua y acercarse hasta 2,026 ua. Su excentricidad es 0,143 y la inclinación orbital 6,891 grados. Emplea 1328,69 días en completar una órbita alrededor del Sol.

## Características físicas
La magnitud absoluta de Aurochs es 13,2. 